# Ашиш Нанди
А́шиш Нанди́ (бенг. আশীষ নন্দী; род. 1937 году) — индийский политический психолог, теоретик социологии, критик, соавтор множества докладов по правам человека, активный участник движений за мир, а также альтернативные науки и технологии. Его научные исследования сосредоточены в области политической психологии насилия, культуры знаний, утопий и видений, человеческого потенциала. Ключевыми темами его работ являются внимание и уважение к маргинальным категориям и системам знаний и скептицизм по отношению к консервативным экспертным решениям человеческих проблем.

## Детство и образование
Родился в 1937 году в семье бенгальцев-христиан в Бхагалпуре, штат Бихар, Индия. Ашиш — старший из троих сыновей Сатиша Чандра Нанди и Прафуллы Налини Нанди. Один из его братьев, Притиш — известный индийский поэт, художник, журналист, политик и кинопродюсер. Позже он с семьей переехал в Калькутту. Когда Ашишу было 10 лет, он стал свидетелем Раздела Британской Индии и последующих за ним зверств.
Ашиш сначала учился в медицинском колледже, но позже оставил его ради изучения социальных наук в колледже Hislop, г.Нагпур. После получения степени магистра социологии, он не остановился на достигнутом, а продолжил образование в области клинической психологии в Гуджаратском университете г. Ахмедабада и стал доктором психологии.
Нанди признался, что несмотря на семейное воспитание в традициях христианской культуры, он является неверующим.

## Достижения
- Ашиш Нанди является почетным членом Института постколониальных исследований, Мельбурн, и членом Глобального Научного комитета Высшего образования (ЮНЕСКО). На протяжении многих лет он сотрудничает с Центром Экологии и Продовольственной Безопасности, Нью-Дели, Народным союзом гражданских свобод, Комитетом Культурного Выбора и Глобального Будущего, Дели; Содружеством по правам человека, и Межкультурным Институтом в Монреале.
- Азиатская премия культуры Фукуока (2007)
- В 2008 г. был включен в список топ-100 публичных интеллектуалов.[2]

## Книги
- Alternative Sciences: Creativity and Authenticity in Two Indian Scientists. New Delhi: Allied, 1980. Delhi: Oxford UP, 1995.
- At the Edge of Psychology: Essays in Politics and Culture. Delhi: Oxford UP, 1980. Delhi: Oxford UP, 1990.
- Barbaric Others: A Manifesto on Western Racism. Merryl Wyn Davies, Ashis Nandy, and Ziauddin Sardar. London; Boulder, CO: Pluto Press, 1993.
- The Blinded Eye: Five Hundred Years of Christopher Columbus. Claude Alvares, Ziauddin Sardar, and Ashis Nandy. New York: Apex, 1994.
- Creating a Nationality: the Ramjanmabhumi Movement and Fear of the Self. Eds. Ashis Nandy, Shikha Trivedy, and Achyut Yagnick. Delhi; Oxford: Oxford UP, 1995. New York: Oxford UP, 1996.
- The Illegitimacy of Nationalism: Rabindranath Tagore and the Politics of Self. Delhi; Oxford: Oxford UP, 1994.
- The Intimate Enemy: Loss and Recovery of Self Under Colonialism. Delhi: Oxford UP, 1983. Oxford: Oxford UP, 1988.
- The Multiverse of Democracy: Essays in Honour of Rajni Kothari. Eds. D.L. Sheth and Ashis Nandy. New Delhi; London: Sage, 1996.
- The New Vaisyas: Entrepreneurial Opportunity and Response in an Indian City. Raymond Lee Owens and Ashis Nandy. Bombay: Allied, 1977. Durham, NC: Carolina Academic P, 1978.
- The Savage Freud and Other Essays on Possible and Retrievable Selves. Delhi; London: Oxford UP, 1995. Princeton, NJ: Princeton UP, 1995.

- Science, Hegemony and Violence: A Requiem for Modernity. Ed. Ashis Nandy. Tokyo, Japan: United Nations University, 1988. Delhi: Oxford UP, 1990.
- The Tao of Cricket: On Games of Destiny and the Destiny of Games. New Delhi; New York: Viking, 1989. New Delhi; New York: Penguin, 1989.
- Traditions, Tyranny, and Utopias: Essays in the Politics of Awareness. Delhi; New York: Oxford UP, 1987. New York: Oxford UP, 1992.[1]

## Эссе
- “Bearing Witness to the Future.” Futures 28.6-7 (Aug. 1996): 636-39.
- “The Fate of the Ideology of the State in India.” The Challenge in South Asia: Development, Democracy and Regional Cooperation. Eds. Poona Wignaraja and Akmal Hussain. Thousand Oaks: Sage, 1989.
- “Futures Studies: Pluralizing Human Destiny.” Futures 25.4 (May 1993): 464-65.
- “History’s Forgotten Doubles.” History & Theory 34.2 (1995):44-66.
- “The Political Culture of the Indian State.” Daedalus 118.4 (Fall 1989): 1-26.
- “The Psychology of Colonialism: Sex, Age, and Ideology in British India.” Psychiatry 45 (Aug. 1982): 197-218.
- “Satyajit Ray’s Secret Guide.” East-West Film Journal 4.2 (June 1990): 14-37.
- “Tagore and the Tiger of Nationalism.” Times of India. 4 Sept.1994.
- “Towards an Alternative Politics of Psychology.” International Social Science Journal 35.2 (1983): 323-38[1].

## Цитаты
Ашиш Нанди о двух наиболее влиятельных партиях Индии:
...Конгресс исчерпал кредит доверия, он вялый, бесцельный и, возможно, уже отыграл свою роль в истории. Он состоит из разных типов людей, которые пытаются придать ему видимость идеологии, чтобы удержаться вместе. Конгресс больше не является тем, чем был раньше, его миссия неясна, и он стал машиной, наживающей деньги.
Использование индузима БДП абсурдно. Их индуизм светского характера – они могут продать собственных матерей за победу на выборах, что говорить об индуизме и Раме.